# Fryderyk Skobel
Fryderyk Kazimierz Skobel (ur. 23 listopada 1806 w Warszawie, zm. 25 listopada 1876 w Krakowie) – dr medycyny i chirurgii, rektor Uniwersytetu Jagiellońskiego, poseł wirylista na Sejm Krajowy Galicji III kadencji w 1870. Purysta językowy.

## Życiorys
Urodził się jako syn Daniela i Julianny z Kornów. Był wyznania ewangelicko-reformowanego. Pochodził z rodziny kupieckiej. W 1812 po bankructwie i śmierci ojca przeniósł się z matką do Lwowa. We Lwowie uczęszczał do gimnazjum akademickiego niemieckiego, zdał maturę w 1822, a w latach 1822–1825 odbył studia filozoficzne na Uniwersytecie Lwowskim. Studia medyczne kontynuował na uniwersytecie w Wiedniu i na Uniwersytecie Jagiellońskim. W Krakowie obronił pracę doktorską 12 stycznia 1831, uzyskując stopień doktora medycyny i chirurgii. Wziął udział w powstaniu listopadowym jako kapitan lekarz batalionowy artylerii pieszej Wojska Polskiego. Internowany w Prusach, otrzymał nakaz pobytu na wsi pod Elblągiem. Jako lekarz dywizyjny brał udział w powstaniu krakowskim. W 1833 rozpoczął pracę w UJ jako zastępca profesora i kierownik Katedry Patologii, Terapii Ogólnej i Farmakologii. Od 1835 był profesorem zwyczajnym. W latach 1839–1832 był sekretarzem Wydziału Lekarskiego, w latach 1843–1846, 1850-56, 1861-62, 1871-72 pełnił funkcję dziekana Wydziału Lekarskiego. Zabiegał wraz z Józefem Dietlem i Józefem Majerem o przywrócenie języka polskiego jako wykładowego na Uniwersytecie. Sukces tych działań miał wpływ na powołanie go w 1869/1870 na stanowisko  rektora, a następnie w 1870/1871 prorektora UJ.
Był jednym z autorów haseł do 28-tomowej Encyklopedii Powszechnej Orgelbranda z lat 1859–1868. Jego nazwisko wymienione jest w pierwszym tomie z 1859 roku na liście twórców zawartości tej encyklopedii.
Skobel był zaangażowanym purystą językowym, dążącym do ograniczenia używania wyrazów obcych w języku polskim. Jest autorem obszernej 3-częściowej pracy O skażeniu języka polskiego w dziennikach w Galicyi…, w której – w duchu praktyki słowników spolszczających – proponuje wyrazy zastępcze dla wyrazów pochodzenia obcego. Wyraża też swoje zaniepokojenie dużą ilością pochodzących z języka niemieckiego kalk leksykalnych w języku polskim.
Zainicjował prace nad uporządkowaniem polskiego słownictwa lekarskiego (wraz z Józefem Majerem), opracował spis surowców i preparatów dozwolonych do stosowania w szpitalach krakowskich, był prekursorem w Polsce stosowania mikroskopu w badaniach farmakognostycznych, prowadził badania nad leczniczym wykorzystaniem wód mineralnych. Zbadał wody mineralne w Cegiełce koło Wysowej (dziś Cigeľka na Słowacji), zakopiańskiej Jaszczurówce i Rabce. Opracował szkice biograficzne wielu wybitnych uczonych m.in. Fryderyka Hechla i Floriana Sawiczewskiego.
Członek czynny Akademii Umiejętności od 11 maja 1872. Był członkiem i wiceprezesem Towarzystwa Naukowego Krakowskiego, w 1858 wraz z Józefem Dietlem współzałożycielem Komisji Balneologicznej. W latach 1860–1876 był członkiem honorowym Poznańskiego Towarzystwa Przyjaciół Nauk. Pochowany został na cmentarzu Rakowickim w grobowcu rodzinnym w kwaterze 49b.
W 1849 roku został wybrany na prezesa Konsystorza Ewangelickiego w Wolnym Mieście Krakowie. Po jego rozwiązaniu w 1850 roku został wieloletnim kuratorem krakowskiego zboru ewangelickiego (reformowanego i luterańskiego).

## Wybrane publikacje naukowe
- Commentatio medico-practica sistens conspectum medicamnium et methodorum tractandae syphilidis sine hydrargyro (1833)
- Uwagi nad niektóremi wyrazami lekarskimi (1835)
- O pojęciu choroby, ze stanowiska filozofii natury (1837)
- Słownik anatomiczno-fizyologiczny (1838)
- O użyciu lekarskim wody morskiej (1840)
- Niemiecko-polski słownik wyrazów lekarskich (1842)
- O wodach lekarskich robionych w porównaniu z rodzimemi (1844)
- O równoważnikach farmakodynamicznych dla głównych składników wód lekarskich (1861)
- Słownik łacińsko-polski wyrazów lekarskich (1868)
- O skażeniu języka polskiego w dziennikach w Galicyi. Spostrzeżenia i uwagi Prof. Dra F. K. Skobla w Drukarni Akademickiej pod zarządem K. Mańkowskiego. Kraków (1872/1874/1877)